# Fleur East
Fleur East (Walthamstow, Essex, Anglaterra, 29 d'octubre de 1987), també coneguda com a Fleur, és una artista musical anglesa. Va participar en la segona edició del concurs The X Factor en 2005 com a integrant del grup Addictiv Ladies. En 2012 va llançar la seva carrera en solitari amb la discogràfica Strictly Rhythm i va produir cançons de música dance al costat de DJ Fresh i Drumsound & Bassline Smith, entre d'altres.
East va tornar a participar en The X Factor com a solista en 2014 per l'onzena edició del concurs, en la qual va ser segona. Es va convertir en la segona concursant del programa a aconseguir el número u en la iTunes Store del Regne Unit, a causa de la seva interpretació de "Uptown Funk" de Mark Ronson i Bruno Mars. En 2015 va signar un contracte amb Syco Music i va començar a treballar en el seu primer àlbum d'estudi, Love, Sax and Flashbacks.